# Троксы (род)
Троксы, или песчаники (лат. Trox) — род жуков из семейства падальников.

## Описание
Жуки серой или чёрной окраски. Усики состоят из 10 члеников, вершинные три членика образуют булаву. Передний край переднеспинки с кожистой каймой. Бёдра передних ног увеличены. Тазики средних ног соединены между собой.

## Биология
Развиваются в трупах и экскрементах хищников. Зимуют как на стадии личинки, так и имаго.

## Классификация
В мировой фауне около 100 видов. Род разделяют на три подрода Trox, Niditrox и Granulitrox.
- Trox Fabricius, 1884
  - Trox acanthinus Harold, 1872
  - † Trox antiquus Wickham, 1909
  - Trox cadaverinus Illiger, 1802
  - Trox capillaris Say, 1824
  - Trox contractus Robinson, 1940
  - Trox coracinus Gmelin, 1788
  - †Trox cretaceus Nikolajev, 2007
  - Trox floridanus Howden & Vaurie, 1957
  - Trox gansuensis Ren, 2003
  - Trox gemmulatus Horn, 1874
  - Trox horiguchii Ochi & Kawahara, 2002
  - Trox lama Pittino, 1985
  - Trox lutosus (Marsham, 1802)
  - Trox maurus Herbst, 1790
  - †Trox minutus Nikolajev, 2008
  - Trox mitis Balthasar, 1933
  - †Trox oustaleti Scudder, 1879
  - Trox placosalinus Ren, 2003
  - Trox plicatus Robinson, 1940
  - Trox robinsoni Vaurie, 1955
  - Trox sabulosus (Linnaeus, 1758) — Трокс песчаный
  - Trox setifer Waterhouse, 1875
  - † Trox sibericus Nikolajev, 2007
  - Trox sonorae LeConte, 1854
  - Trox sordidus LeConte, 1854
  - Trox stellatus Harold, 1872
  - Trox striatus Melsheimer, 1846
  - Trox torpidus Harold, 1872
  - Trox tuberculatus De Geer, 1774
  - Trox unistriatus Palisot de Beauvois, 1818
  - Trox ussuriensis Balthasar, 1931
  - Trox variolatus Melsheimer, 1846
- Niditrox Nikolajev, 2016
  - Trox aequalis Say, 1831
  - Trox affinis Robinson, 1940
  - Trox atrox LeConte, 1854
  - Trox eversmanni Krynicky, 1832
  - Trox fascifer LeConte, 1854
  - Trox koreanus Kim, 1991
  - Trox kyotensis Ochi & Kawahara, 2000
  - Trox laticollis LeConte, 1854
  - Trox nohirai Nakane, 1954
  - Trox perrisii Fairmaire, 1868
  - Trox scaber (Linnaeus, 1767) — Трокс шероховатый
  - Trox zoufali Balthasar, 1931
- Granulitrox Nikolajev, 2016
  - Trox aproximans Escalera, 1914
  - Trox clathratus Reiche, 1861
  - Trox confluens Wollaston, 1864
  - Trox cotodognanensis Compte, 1986
  - Trox cribrum Gené, 1836
  - Trox cyrenaicus Pittino, 2011
  - Trox elkantaraensis Pittino, 2011
  - Trox eximius Faldermann, 1835
  - Trox fabricii Reiche, 1853
  - Trox granulipennis Fairmaire, 1852
  - Trox hispanicus Harold, 1872
  - Trox hispidus (Pontoppidan, 1763) — Трокс шиповатый
  - Trox iranicus Petrovitz, 1980
  - Trox klapperichi Pittino, 1983
  - Trox leonardii Pittino, 1983
  - Trox litoralis Pittino, 1991
  - Trox martini Reitter, 1892
  - Trox mixtus Harold, 1872
  - Trox morticinii Pallas, 1781
  - Trox niger Rossi, 1792
  - Trox nodulosus Harold, 1872
  - Trox perlatus Geoffroy, 1762
  - Trox quadrimaculatus Ballion, 1870
  - Trox sordidatus Balthasar, 1936
  - Trox strandi Balthasar, 1936
  - Trox transversus Reiche, 1856
- Incertae sedis
  - Trox cricetulus Ádám, 1994

## Палеонтология
Ископаемые представители найдены в отложениях нижнего мела.

## Распространение
Встречаются преимущественно в засушливых областях Голарктики и Афротропики. Несколько видов встречаются в Ориентальной области. В Австралии и Южной Америке отмечен только интродуцированный вид Trox scaber.